# Emma Sulter
Emma Sulter (ur. 14 stycznia 1952 w Fort-de-France) – francuska lekkoatletka, sprinterka, mistrzyni igrzysk śródziemnomorskich, olimpijka.

## Życiorys
Zajęła 8. miejsce w finale biegu na 100 metrów na mistrzostwach Europy juniorów w 1970 w Paryżu, a sztafeta 4 × 100 metrów z jej udziałem nie ukończyła biegu eliminacyjnego. Na mistrzostwach Europy w 1974 w Rzymie odpadła w eliminacjach biegu na 200  metrów. Była członkinią sztafety 4 × 100 metrów, która wystąpiła na igrzyskach olimpijskich w 1976 w Montrealu i zakończyła udział w eliminacjach. Odpadła w półfinale biegu na 100  metrów, a sztafeta 4 × 100 metrów z jej udziałem została zdyskwalifikowana w finale uniwersjady w 1977 w Sofii.
Zwyciężyła w sztafecie 4 × 100 metrów (w składzie: Annie Alizé, Sulter, Claudine Mas i Chantal Réga) na igrzyskach śródziemnomorskich w 1979 w Splicie. Zajęła 5. miejsce w sztafecie 4 × 100 metrów i odpadła w półfinale biegu na 100 metrów na igrzyskach olimpijskich w 1980 w Moskwie.
Była mistrzynią Francji w biegu na 200 metrów w 1974, wicemistrzynią w biegu na 100 metrów w 1973, 1974 i 1977 oraz w biegu na 200 metrów w 1977 i 1978, a także brązową medalistką w biegu na 100 metrów w 1976, 1979 i 1980. Była również brązową medalistką halowych mistrzostw Francji w biegu na 60 metrów w 1977.
Czterokrotnie poprawiała rekord Francji w sztafecie 4 × 100 metrów do czasu 42,84 s, uzyskanego 1 sierpnia 1980 w Moskwie.

## Rekordy życiowe
Rekordy życiowe Sulter:
- bieg na 100 metrów – 11,35 s (6 maja 1978, Fort-de-France)
- bieg na 200 metrów – 23,40 s (17 sierpnia 1980, Nicea)
- bieg na 50 metrów (hala) – 6,50 s (19 marca 1977, Grenoble)